# Golka (nazwisko)
Golka – nazwisko które w Polsce nosi ponad 200 osób.
Osoby noszące to nazwisko:
- Jan Golka (ur. 18 marca 1918 w Permie, zm. 23 czerwca 1973 w Kielcach) – członek Narodowych Sił Zbrojnych i Narodowego Zjednoczenia Wojskowego, ps. "Klemens", "Łukasz".
- Marian Golka (ur. 19 września 1948 w Golinie) – polski socjolog, profesor nauk humanistycznych, kierownik Zakładu Socjologii Kultury i Cywilizacji Współczesnej w Instytucie Socjologii UAM.
- Marek Golka (ur. 24 kwietnia 1948) – profesor oświaty, pedagog, nauczyciel fizyki, techniki i astronomii, członek Stowarzyszenia Nauczycieli Olimpijskich.